# Ghiacciaio Valoga
Il ghiacciaio Valoga (in inglese: Valoga Glacier) è un ghiacciaio lungo 8 km e largo 4, situato sulla costa di Zumberge, nella parte occidentale della Terra di Ellsworth, in Antartide. In particolare, il ghiacciaio, il cui punto più alto si trova a quasi 1.100 m s.l.m., è situato nella regione centro-orientale della dorsale Sentinella, nei monti Ellsworth. Da qui esso fluisce verso nord-ovest a partire dal fianco occidentale delle colline Flowers, fino ad unire il proprio flusso a quello del ghiacciaio Hansen.

## Storia
Il ghiacciaio Valoga è stato così battezzato dalla Commissione bulgara per i toponimi antartici in onore delle grotte di Valoga, nella Bulgaria nord-occidentale.